# Evangelische Kirche (Opava)

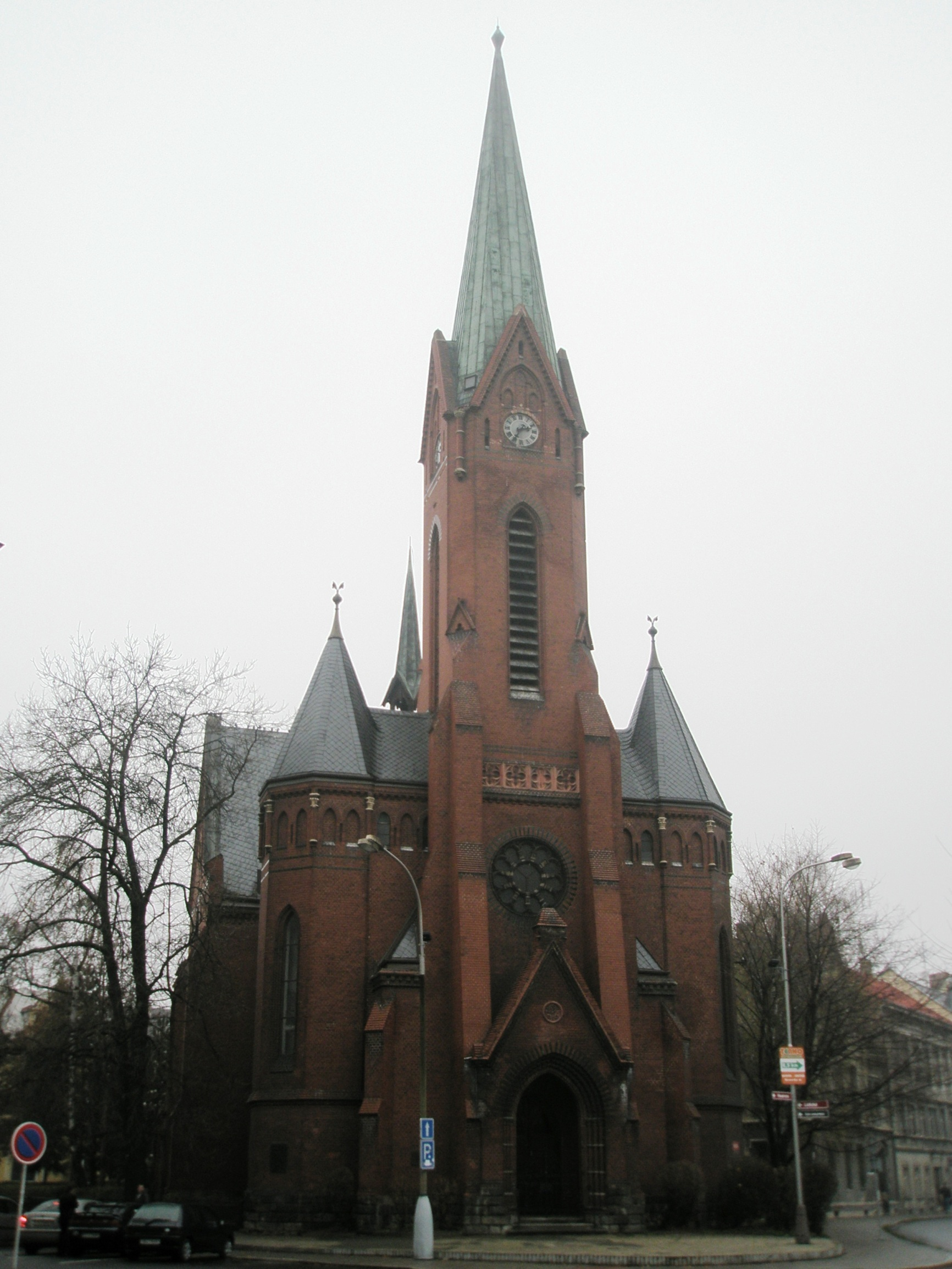
Evangelische Kirche Opava

Die evangelische Kirche ist ein ehemaliges Kirchenbauwerk in Opava (deutsch Troppau), einer Stadt in der Mährisch-Schlesischen Region in Tschechien. Seit 1979 dient das Bauwerk als Kreisarchiv.

## Geschichte
Seit Anfang des 14. Jahrhunderts hatte sich Troppau zur Residenzstadt des böhmischen Herzogtums Troppau entwickelt, das 1526 zum Habsburgerreich kam. Zu dieser Zeit wurde der Ort zu einer Hochburg des Luthertums in Schlesien, um erst mit dem Erwerb des Herzogtums durch Karl I. von Liechtenstein ab 1613 im Zuge der Gegenreformation, namentlich nach Berufung der Jesuiten im Jahre 1625, rekatholisiert zu werden. Erst mit der wirtschaftlichen Entwicklung des Ortes im mittleren 19. Jahrhundert etablierte sich nach dem Protestantenpatent von 1861 wieder eine evangelische Kirchengemeinde, die, zunächst Filialgemeinde der Toleranzkirche Klein Bressel, 1871 ihre Selbständigkeit erlangte. Nach einem vorausgegangenen Architektenwettbewerb wurde der Kirchenbau ab 1894 vom Troppauer Baumeister Julius Lundwall als neugotischer Rohziegelbau mit eingezogenem, städtebaulich markantem Kirchturm erbaut, seine Weihe erfolgte 1899. Nach 1945 diente die Kirche zunächst als Magazin, von 1976 bis 1979 erfolgte der Umbau zum Kreisarchiv.